# 蒙贝勒 (阿列日省)
蒙贝勒（法語：Montbel，法語發音：[mɔ̃bɛl]）是法国阿列日省的一个市镇，属于帕米耶区。

## 地理
蒙贝勒（42°58'33"N, 1°58'36"E）面积17.36 平方千米，位于法国奧克西塔尼大區阿列日省，该省份为法国西南部内陆省份，西部和北部与上加龙省接壤，东临奥德省，东南至东比利牛斯省接壤，南与安道尔和西班牙接壤。
与蒙贝勒接壤的市镇（或旧市镇、城区）包括：贝洛克、卡蒙、莱朗、勒佩拉、沙拉布尔、里韦勒、埃尔斯河畔圣科隆布、埃尔斯河畔索纳克。

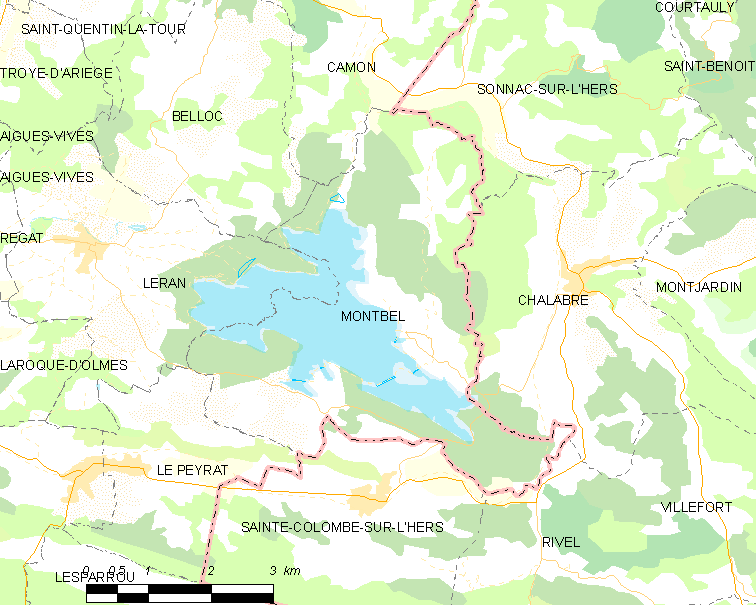
的OSM定位图

蒙贝勒的时区为UTC+01:00、UTC+02:00（夏令时）。

## 行政
蒙贝勒的邮政编码为09600，INSEE市镇编码为09200。

## 政治
蒙贝勒所属的省级选区为米尔普瓦县。

## 人口

1962-2008年间人口变化图示

蒙贝勒于2022年1月1日时的人口数量为93人。